# Iliri

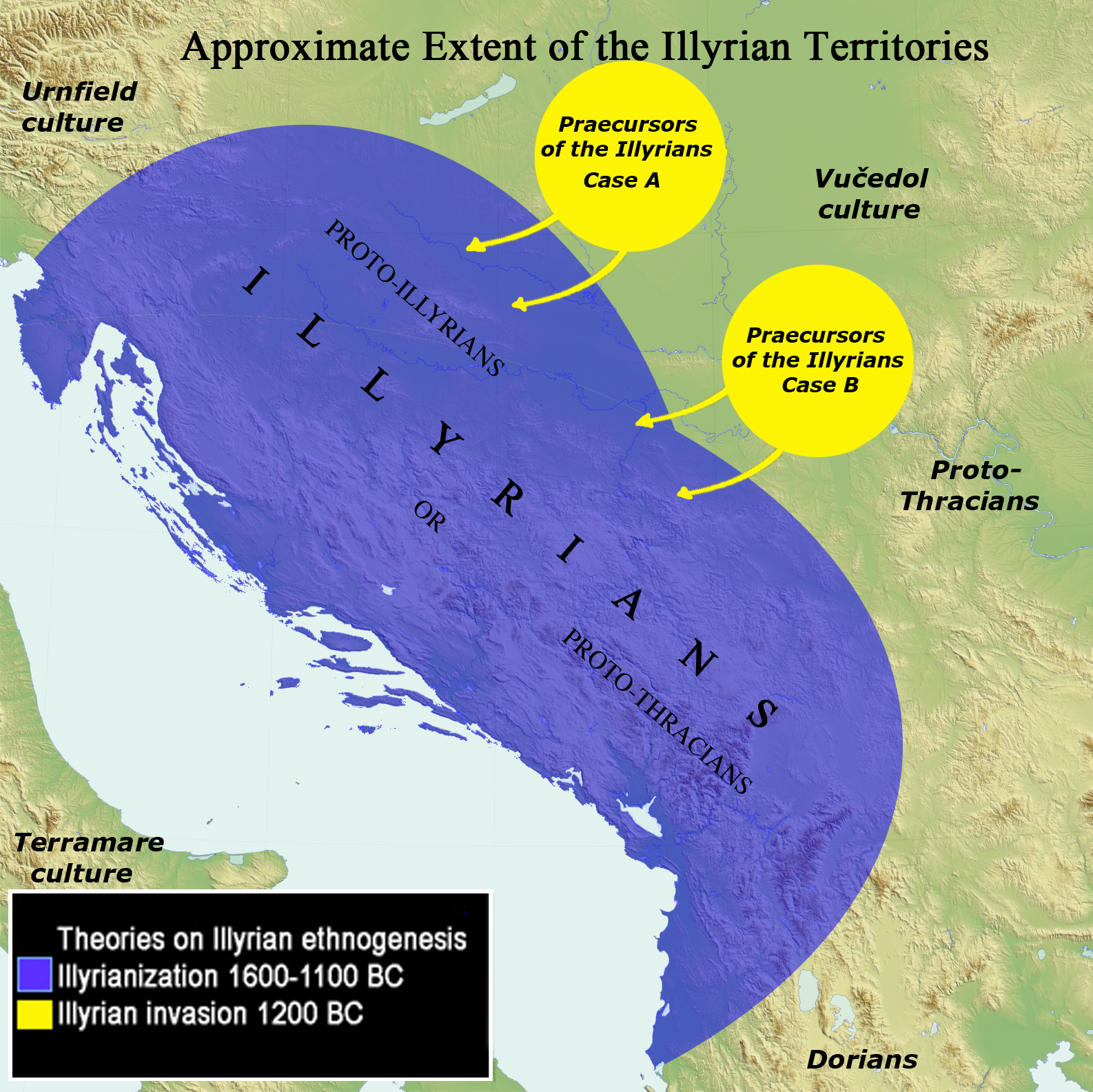
Etnogeneza ilirilor

Ilirii au fost populația de bază a Iliriei.

## Date generale
Cu etnonimul ilirioi ('Iλλυρίoi) grecii au numit, se pare, mai întâi unul dintre triburile mai apropiate de ei care se afla în apropiere de Epir, spre nord-vest. În mitologia greacă, Illyrus ar fi fost fiul lui Cadmus și Harmonia și ar fi domnit în Iliria; fiii săi ar fi dat apoi nume unor dintre numeroasele triburi considerate ilire (în jur de 100 de triburi: autariați, iapozi, liburni, dasariți etc.), aflate în teritoriul dintre Epir și râul Drava, Marea Adriatică și triburile tracice din Balcani. Teritoriul din urmă corespunde cu aproximație Albaniei actuale și fostei Iugoslavii și a fost bogat în zăcăminte cuprifere (exploatate încă din neolitic), fier, aur, argint, piatră, sare, lemn.

## Etnogeneză
Zona dintre vărsarea Dravei în Dunăre până la Porțile de Fier, SV Olteniei și NV Bulgariei, parțial și Macedonia, este considerată ca zonă de interferență între traci și iliri. A fost de fapt o regiune populată cu precădere de dardani și paoni, triburi despre care istoriografia nu a reușit să stabilească dacă erau tracice sau ilire. La fel de disputată apartenență etnică au și tribalii, considerați traci de o mare parte a literaturii istorice.   
Unele triburi ilire (messapii, daunii, peuceții) ar fi trecut în Peninsula Italică, iar despre iapozi, o legendă reprodusă de Appian spune că au migrat spre răsărit, așezându-se în teritoriul tracic. 
Este cert că ilirii au avut o descendență indoeuropeană și au vorbit limbi înrudite, însă opiniile sunt împărțite în privința apartenenței unul din grupurile familiei de limbi indo-europene, kentum ori satem, opinile nu concordă, dar par să existe mai multe argumente în favoarea celui dintâi. Limbile ilirice sunt cunoscute numai prin antroponime și toponime și denotă o mare abundență de vocale și prin sonoritate. După o perioadă lungă în care s-a discutat, în istoriografie, despre gradul de apropriere între graiurile ilirice și cele tracice, este precumpănitoare concluzia că au fost pronunțat deosebite.
Izvoare: scrise romane și grecești (Appian - Ist. romană; Strabon; Pliniu cel Bătrân, Iordanes, Polyainos, Cassius Dio), epigrafie (din perioada romană), toponime, materiale arheologice. 
Despre formarea triburilor ilire și evoluția lor generală există mai multe teze, care se pot sistematiza în două direcții. Una autohtonistă, care susține că pentru locuitorii teritoriului dintre Adriatica și râul Sava, în timpul epocii bronzului s-a petrecut o ilirizare treptată (A. Benac și B. Čović din Sarajevo). Pe de altă parte, școala mai veche menține teoria invaziei ilire din centrul Europei spre sud-est și în Peninsula Balcanică. Această invazie s-ar fi petrecut în sec. XIII î .Chr. Numeroasele nume tracice din Iliria ar fi în sprijinul acestei teze, a venirii ilirilor peste locuitori traci care astfel au fost înlocuiți, asimilați sau împinși spre răsărit. În același context s-ar fi petrecut și deplasarea grecilor spre sud și a frigienilor din Tracia în Asia Mică. 
Ambele teorii au o serie de puncte vulnerabile din cauza studiilor inegale, care ar trebui să fie comparative și care sunt nevoite să se construiască predominant pe sursele arheologice. 
În sec. VIII-VII î .Chr. triburile ilire au trecut pe la folosirea pe scară largă a fierului, deși continuă să fie producă sau să utilizeze multe obiecte de podoabă și instrumente din bronz. Pentru această perioadă, cercetările arheologice sprijină ipoteză că a existat o expansiune a triburilor ilirice spre răsărit, observabilă mai ales în V Bulgariei și SV Olteniei, paralel cu o extindere a culturii Basarabi (de esență nord-tracică) spre apus, în Voievodina. Descoperiri precum cele din zona Vraca (Bulgaria de NV), Balta Verde și Gogoșu (Mehedinți) dovedesc, în VIII-VII î .Chr., rituri și ritualuri funerare obișnuite în lumea ilirică – înhumația în poziție întinsă.  

## Organizare politică

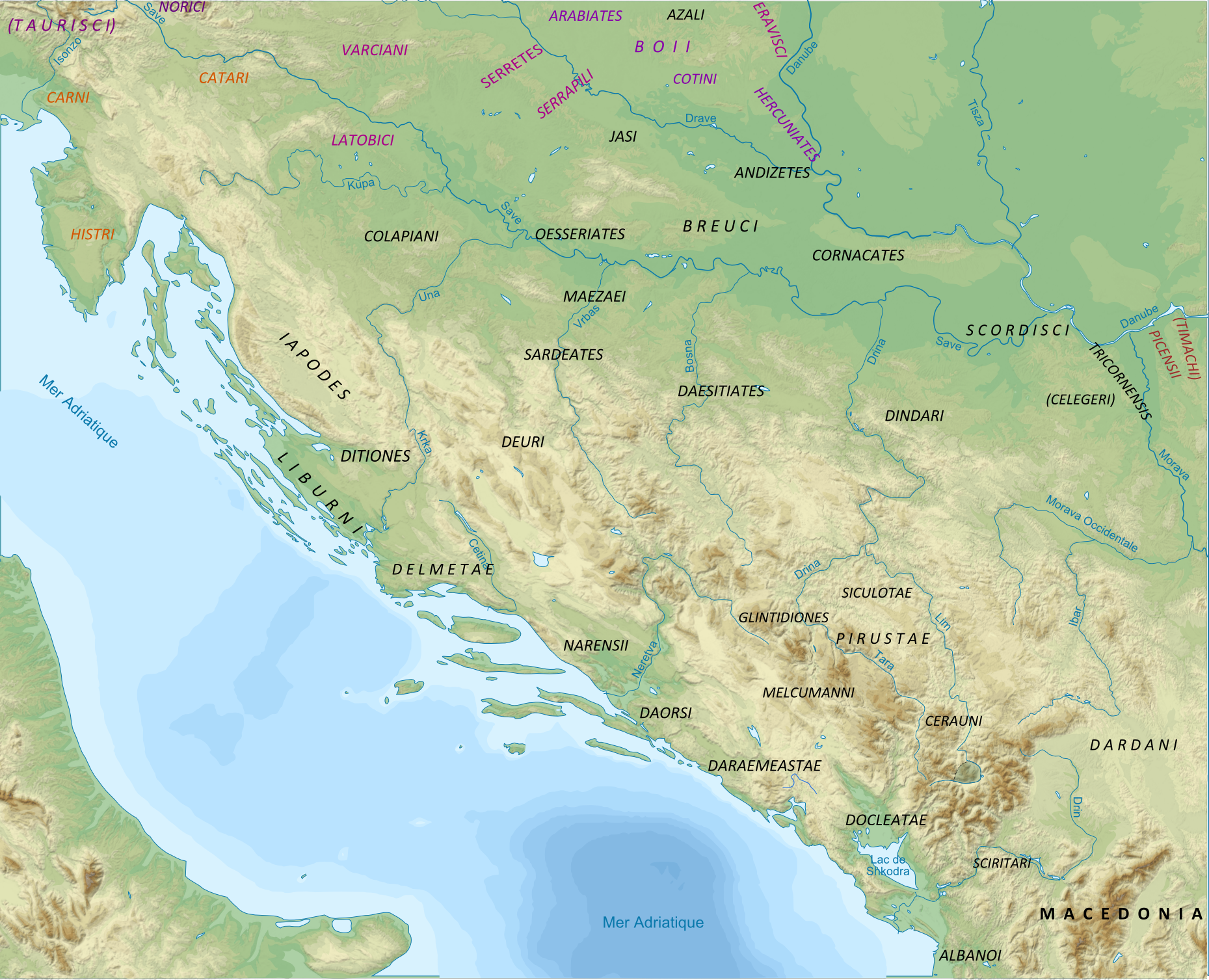
Triburile ilire (din centru şi din nord) şi vecinii în timpul perioadei romane.

Din punct de vedere politic, mai multe dintre triburile ilire au încercat să se organizeze, în diferite momente din sec. IV-III î.Hr. Primul rege cunoscut a aparținut dardanilor și se numea Bardyllis (sec. IV). Dardanilor s-au alăturat și alte triburi precum galabrii și tunații, împreună cu care au ocupat un teritoriu întins pe văile Strumei și Vardarului. Puținele izvoare care se pot invoca pentru dardani îi prezintă la început ca fiind cu desăvârșire sălbatici, locuind în bordeie și peșteri, după care vorbesc despre o armată bine organizată capabilă să amenințe Macedonia ori Iliria în sec. III. Aliați ai romanilor în anumite momente, au fost supuși în sec. I î .Chr. de guvernatorul Macedoniei care a ajuns până la Dunăre. Zona lor este cunoscută pentru mine și exploatată ca atare de romani, mai târziu, cei care aveau un procurator metallorum special. O categorie de podoabe de aur se numea chiar dardanium.  
Altă puternică uniune tribală a fost constituită de autariați în vestul Serbiei și în Bosnia, acolo unde sunt cercetate necropole. 
Ilirii au intrat în conflict cu Epidamos și Apollonia – colonii grecești întemeiate pe litoralul adriatic, apoi cu Macedonia. Au suferit influențe culturale tracice, elenistice și romane. Au suferit și de pe urma invaziei celtice din sec. III. Nu doar au asimilat influențe străine, ci au și împrumutat altor populații cu care au venit în contact elemente de cultură materială specifică. De ex., de la ei (pirații din insule) au luat romanii liburna, ambarcațiune maritimă ușoară (cu formă prelungă, cu pupa și prova ascuțită și două rânduri de rame)  care datorită mobilității ei a ajuns în sec. I î .Chr. unul dintre cele mai bune vase romane de luptă. Flota romană de la Dunăre de Jos era și ea dotată cu liburnae.   
De la sfârșitul aceluiași veac au început lupte cu romanii care s-au intensificat în sec. I î.Hr. S-au finalizat cu înglobarea Iliriei în Imperiul roman. Se pare că la originea conflictelor din sec. III cu romanii au stat desele incursiuni pe mare ale piraților iliri și tendințele pe care le-au manifestat unele dintre triburi de a se constitui în uniuni tribale mai puternice. Așa a fost cazul cu regatul unei prințese numită Teuta (231-228 î .Chr.), a regilor Pleurat și Gentius.

## Cucerirea romană

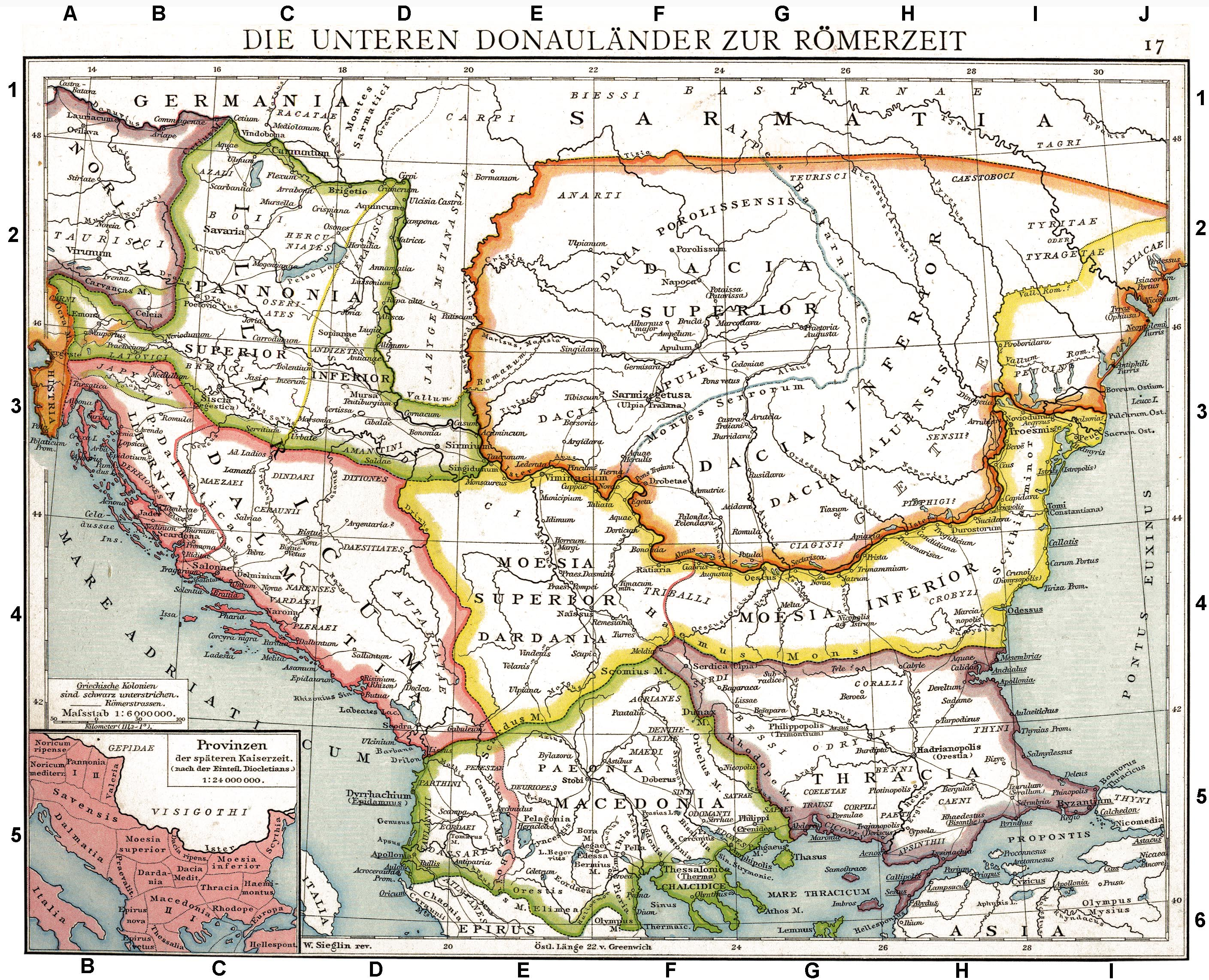
Provincia romană Iliria

După cucerirea romană, ilirii au obținut drepturi civile prin Constitutio Antoniniana (212). Roma i-a recrutat ca soldați trimiși la limitele barbare ale imperiului. Rolul lor important în armata romană a deschis calea multor căpetenii de a ajunge și la tron în câteva momente. În câteva secole au fost șapte împărați nativi din Ilyrricum.
Provincia romană Illyricum inițială, cu capitala la Salona (lângă Split), a fost desființată după o revoltă a panonilor și dalmaților din sec. I, iar teritoriul său divizat în noi provincii, Pannonia în nord și Dalmația în sud. O nouă reformă administrativă, a 297, a împăratului Dioclețian (cu provincii, prefecturi, dioceze), a marcat din nou teritoriul. S-a creat provincia Praevalitana în sudul Dalmației, apoi Epirus Nova (Dyrrachium - capitală) și Epirus Vetus (cu centrul la Nikopolis). Alte două părți au intrat în dioceza Macedoniei. Diocezele Pannonia, Noricum, Moesia Superior și Macedonia cu o parte a Greciei au fost devenit componente ale prefecturii Illyricum. 
Analiza materialului arheologic sugerează că romanizarea în cazul Iliriei a fost neuniformă. Centrele urbane au fost aproape în totalitate romanizate, iar ilirii au fost subiecții unui puternic proces de aculturație. O astfel de populație supusă romanizării a ajuns și în Dacia romană, în unități militare (ala Illyricorum, coh. III Delmatarum) sau în comunități civile (Pirustae, Baridustae), dintre care sunt mai cunoscute cele de mineri în Munții Apuseni. Cei din urmă au fost identificate în număr mare pe tăblițe cerate și inscripții locale, prin cu nume iliric tipice: Andarus, Andes, Dato, Dasius, Epicadus, Plares, Scenobarus. Acesți coloniști au practicat incinerația în gropi simple, uneori cu pereții arși. Unele morminte au ring de piatră sau incintă de piatră de formă rectangulară. Necropole atribuite unor iliri se află la Ruda-Brad, Alburnus Maior, Ighiu, Cinciș, Apulum, Sighișoara, Romula. Provenind din teritorii în care au exersat mineritul și prelucrarea metalelor, ilirii erau cunoscuți ca iscusiți în aceste ocupații. 
După dezintegrarea imperiului, teritoriul pe care au trăit ilirii a suferit de pe urma migrațiilor (goți, huni), populația fiind în mare parte slavizată. Despre iliri se vorbește ultima oară în sec. VII d.Chr. (în Miracula Sancti Demetri din Tesalonic). Unii dintre cei care s-au retras în zonele inaccesibile, muntoase, romanizați, au fost cunoscuți ca morlaci.  Albanezii își revendică astăzi descendența directă din iliri (contrazisă însă de o parte dintre istorici).  
Cultura materială a ilirilor este relativ bine cunoscută și se remarcă prin înflorire și originalitate îndeosebi în Hallstatt. Provine mai ales în necropole, pentru că așezările sunt mai puțin cercetate. Se cunoaște totuși că multe așezări erau întărite, cele din Dalmația cu ziduri de piatră. Inventarul necropolelor cercetate denotă mare grijă pentru viața de apoi și pentru ceremonii funerare. O parte a lor au fost de înhumație, mai ales tumulare, familiale sau gentilice, unele de câteva zeci sau câteva sute. Inventarul funerar găsit conține arme de fier și multe podoabe de bronz. Cu o paletă foarte variată la iliri, acestea au fost elemente de cultură materială difuzate și în zonele învecinate; numeroase tipuri de fibule, brățări, atârnători etc. din spațiul carpato-dunărean sunt, în această vreme, de origine vest și sud-vest balcanică.
Inițial, ilirii au imitat moneda după Dyrrachium și Apollonia, sec. V. Coloniile grecești de la Adriatică au avut propria monedă, dar care a circulat puțin la iliri. Unii regi au imitat monedele grecești (cazul daorșilor). Mai răspândită moneda romană din sec. I (mixtură care face trimitere la comerț și piraterie).
Însă, până la urmă, ilirii au sfârșit prin a fi romanizați și apoi slavizați, nemaiapărând în izvoarele istorice după secolul VII d.Hr.

## Religie
Ilirii credeau în forțe supranaturale a căror putere se manifesta în vicisitudinile vieții de zi cu zi, în sănătate și boală, abundență naturală și dezastre. După o serie de motive – simboluri repetate care se referă la soare și mișcarea lui: svastică, șerpi, cercuri, cai, păsări, au avut un cult solar. În perioada romană, au fost asimilate zeitățile romane și interpretate cele indigene. 
În partea nordică a Balcanilor, a existat și o lungă tradiție a incinerării și înmormântării în morminte puțin adânci, în timp ce în părțile sudice, cei decedați erau depuși tumulii de piatră sau pământ (numiți "gromile"). 